# Термошлаух
Термошлаух (от гръцки: θερμός – топлина и немски: Schlauch – тръба), също и термосвиваем шлаух е тип пластмасова тръба, предназначена да затяга и/или изолира други кабели и/или устройства, като най-често се използва при електрическите кабели. Произвежда се от PVC или други материали, които при достигането на определени температури се свиват. В зависимост от типа на материала температурите на термосвиване са от над 90 °C до над 330 °C (при тефлонови термошлаухи), която се постига чрез пистолет за горещ въздух. Важно е при параметрите какви са дебелината, материалът и изолацията, ако се използва за изолиране на високоволтови кабели.
Термошлаухът изолира електрически и механически продукта от околната среда.

## Свойства
Термосвиваемите шлаухи се произвеждат с диаметри от 1 до 1100 mm. Произвеждат се термосвивеми капачки (затворени от единия край), различни фасонни части (например колена), включително и разпределителни части, които имат повече от два отвора.
Обхватът на свиване на шлауха, който много зависи от типа на използвания материал, е разликата на диаметъра преди и след свиване. Той може да бъде 2:1 до 6:1, а при някои специални уплътнения да 10:1. За да се получи по-добро уплътняване, някои термошлаухи са покрити от вътрешна страна с втвърдяващо се от горещината лепило.
Термосвиваемите шлаухи са така произведени, че свиването става главно по диаметъра на шлауха, а дължината му почти не се променя.
При термосвиваемите фолия, които се използват за опаковка на различни стоки, например CD, могат да се свиват и надлъжно и напречно на посоката на екструдиране на материала.

## Видове
Термосвиваемите шлаухи се различават по:
- Коефициента на термосвиване (стандартно 2:1, 3:1, 4:1 и 6:1)
- Тънко, средно и дебелостенни
- Със или без лепило от вътрешната страна
- Стандартни диаметри (mm): 1,2; 1,6; 2,4; 3,2; 4,8; 6,4; 9,5; 12,7; 16,0; 19,0.

## Приложение
- Херметично изолиране от околната среда на кабелни съединения, например в енергоснабдяването, автомобилостроенето и др.
- Електрическо, корозионно и механическо изолиране на съединения в електротехниката.
- Укрепване на съединение проводник – куплунг с оглед подобряването на виброустойчивостта на съединението.
- За избягване на къси съединения на електрически вериги.
- За херметизиране на коркови тапи или капачки при бутилки със спиртни напитки и др.

## Използвани пластмаси
- Полиетилен
- Поливинилиденфлуорид
- Viton на фирмата DuPont
- Поливинилхлорид
- Тефлон